# بريان فيلوريا
بريان فيلوريا (بالإنجليزية: Brian)‏ (مواليد 24 نوفمبر 1980) هو ملاكم أمريكي، مثّل بلاده في الألعاب الأولمبية الصيفية 2000.

## روابط خارجية
بريان فيلوريا على موقع بوكس ريك (الإنجليزية) (registration required)
- بريان فيلوريا على موقع أوليمبيديا (الإنجليزية)